# 太田拓弥
太田 拓弥（おおた たくや、1970年1月2日 - ）は、日本のレスリング選手（フリースタイル）。和歌山県新宮市出身。霞ヶ浦高校、日本体育大学体育学部体育学科卒業。日本体育大学助手、霞ヶ浦高校教諭、アトランタオリンピック銅メダリスト、中大レスリング部コーチ。

## 略歴
霞ヶ浦高校2年の時にインターハイで優勝。日本体育大学へ進み68kg級で活躍。1989年〜1991年、全日本学生選手権で優勝。1990年は全日本大学選手権でも勝って学生二冠王となった。日体大助手を経て、霞ヶ浦高校教員。
1993年5月、74kg級で出場した全日本社会人選手権で1992年バルセロナオリンピック68kg級銅メダルの赤石光生を破って一躍脚光を浴び、このあと正式に74kg級にアップ。
1996年アトランタオリンピック男子フリースタイル74kg級で銅メダルを獲得した。破った相手には、1988年ソウルオリンピック金メダルおよびバルセロナオリンピック銀メダルの地元ケニー・マンディー（アメリカ）もいた。日本は1952年ヘルシンキオリンピック以来、不参加だった1980年モスクワオリンピックを除きすべてのオリンピックでレスリングのメダルを獲得しており、もし太田がメダルを逃すと、その伝統にピリオドが打たれるところだった。
2000年シドニーオリンピック出場を目指したが、天皇杯全日本レスリング選手権大会準決勝で霞ヶ浦高校時代の教え子・小幡邦彦に敗れ3位決定戦を棄権。その後30歳で引退したが、2006年に現役復帰。現在は早稲田大学レスリング部のコーチを務め、北京オリンピック出場を目指したが又も叶わなかった。しかし、指導者（コーチ）としては2008年低迷していた早稲田大学レスリング部を復活させフリー王座で初優勝に導き、メダリストとしての手腕（精神面・技術指導）を発揮した。